# Русское Караево
Русское Караево — деревня в Темниковском районе Мордовии. Входит в состав Русско-Тювеевского сельского поселения.

## География
Расположена в 8 км от районного центра и 80 км от железнодорожной станции Торбеево.

## История
Название-антропоним: по фамилии владельца населённого пункта татарского князя Акчура Караева. Основана в 17 в. как русская община в составе татарской деревни Караево служилыми людьми Темниковской засечной черты. В «Списке населённых мест Тамбовской губернии» (1866) Русское Караево — деревня владельческая из 41 двора Темниковского уезда. По сельскохозяйственному налоговому учёту 1930 г. в селе было 156 дворов (786 чел.). В 1936 году был образован колхоз им. Ворошилова, с 1956 г. — им. Хрущёва, с 1974 г. — «Россия», с 1996 г. — СХПК «Родина». В современном селе — дом культуры, отделение связи, медпункт, магазин. На территории сельской администрации расположен Мордовский государственный природный заповедник.
В 1987 году в состав села включена деревня Малое Татарское Караево.

## Население
| 2002 | 2010 |
| ---- | ---- |
| 357  | ↘283 |

## Известные уроженцы
- Поздняков, Каюм Хусаинович[тат.] (1897, Малое Татарское Караево — 1960) — первый профессиональный татарский кинорежиссёр.

## Источник
- Энциклопедия Мордовия, И. В. Чумарова.